# Beatrix Loughran
Beatrix Suzetta Loughran (Mount Vernon, Nova Iorque, 30 de junho de 1900 – Long Beach, Nova Iorque, 7 de dezembro de 1975) foi uma patinadora artística estadunidense. Ela conquistou três medalhas olímpicas, duas no individual feminino, uma de prata em 1924 e uma de bronze em 1928, e em 1932 conquistou a medalha de prata nas duplas ao lado de Sherwin Badger.

## Resultados

### Individual feminino
| Resultados                                            | Resultados       | Resultados       | Resultados        | Resultados      | Resultados      | Resultados      | Resultados        | Resultados    | Resultados    | Resultados    | Resultados    | Resultados    |
| Internacional                                         | Internacional    | Internacional    | Internacional     | Internacional   | Internacional   | Internacional   | Internacional     | Internacional | Internacional | Internacional | Internacional | Internacional |
| Evento/Temporada                                      | 1921– 1922       | 1922– 1923       | 1923– 1924        | 1924– 1925      | 1925– 1926      | 1926– 1927      | 1927– 1928        |               |               |               |               |               |
| ----------------------------------------------------- | ---------------- | ---------------- | ----------------- | --------------- | --------------- | --------------- | ----------------- | ------------- | ------------- | ------------- | ------------- | ------------- |
| Jogos Olímpicos                                       |                  |                  | Medalha de prata  |                 |                 |                 | Medalha de bronze |               |               |               |               |               |
| Campeonato Mundial                                    |                  |                  | Medalha de bronze |                 |                 |                 |                   |               |               |               |               |               |
| Campeonato Norte-Americano                            |                  |                  |                   | Medalha de ouro |                 | Medalha de ouro |                   |               |               |               |               |               |
| Nacional                                              |                  |                  |                   |                 |                 |                 |                   |               |               |               |               |               |
| Campeonato dos Estados Unidos                         | Medalha de prata | Medalha de prata |                   | Medalha de ouro | Medalha de ouro | Medalha de ouro |                   |               |               |               |               |               |
|                                                       |                  |                  |                   |                 |                 |                 |                   |               |               |               |               |               |
| Legenda: Competição não foi disputada nesta temporada |                  |                  |                   |                 |                 |                 |                   |               |               |               |               |               |

### Duplas

#### Com Sherwin Badger
| Resultados                                            | Resultados    | Resultados        | Resultados      | Resultados        | Resultados      | Resultados    | Resultados    | Resultados    | Resultados    | Resultados    | Resultados    | Resultados    |
| Internacional                                         | Internacional | Internacional     | Internacional   | Internacional     | Internacional   | Internacional | Internacional | Internacional | Internacional | Internacional | Internacional | Internacional |
| Evento/Temporada                                      | 1927– 1928    |                   | 1929– 1930      | 1930– 1931        | 1931– 1932      |               |               |               |               |               |               |               |
| ----------------------------------------------------- | ------------- | ----------------- | --------------- | ----------------- | --------------- | ------------- | ------------- | ------------- | ------------- | ------------- | ------------- | ------------- |
| Jogos Olímpicos                                       | 4.ª           |                   |                 | Medalha de prata  |                 |               |               |               |               |               |               |               |
| Campeonato Mundial                                    | 5.ª           | Medalha de bronze |                 | Medalha de bronze |                 |               |               |               |               |               |               |               |
| Nacional                                              |               |                   |                 |                   |                 |               |               |               |               |               |               |               |
| Campeonato dos Estados Unidos                         |               |                   | Medalha de ouro | Medalha de ouro   | Medalha de ouro |               |               |               |               |               |               |               |
|                                                       |               |                   |                 |                   |                 |               |               |               |               |               |               |               |
| Legenda: Competição não foi disputada nesta temporada |               |                   |                 |                   |                 |               |               |               |               |               |               |               |